# Ferdinand xứ Sachsen-Coburg và Gotha
Ferdinand Georg August xứ Sachsen-Coburg và Gotha (28 tháng 3 năm 1785 – 27 tháng 8 năm 1851) là một Công tử người Đức của Nhà Sachsen-Coburg và Gotha và là tướng kỵ binh của Đế chế La Mã Thần thánh và sau là của Đế quốc Áo trong Chiến tranh Cách mạng Pháp và Chiến tranh Napoleon. Ban đầu vẫn là một tín đồ Tin Lành cho đến năm 1818, qua cuộc hôn nhân với Mária Antónia Koháry xứ Csábrág và Szitnya, ông đã thành lập nhánh Công giáo của gia đình, nhánh này cuối cùng đã giành được ngai vàng của Bồ Đào Nha (1837) và Bulgaria (1887).:107
Vợ của ông là một phụ nữ quý tộc đến từ Hungary, người thừa kế duy nhất của Nhà Koháry, một trong 3 điền chủ nhiều đất đai nhất Hungary thuộc Habsburg. Vì gia đình vợ ông chỉ mang tước hiệu Bá tước nên không thể môn đăng hộ đối so với tước hiệu của gia tộc ông, nên hoàng đế Franz Joseph I của Áo đã trao tước Thân vương cho cha của Mária Antónia Koháry xứ Csábrág và Szitnya và từ đó vợ ông nhận được địa vị Thân vương nữ để tránh cho các hậu duệ của ông trở thành hậu duệ của một cuộc hôn nhân không đăng đối, nhờ đó mà họ có thể hôn phối với các gia đình vương tộc. Cuộc hôn nhân của ông và vợ đã tạo ra nhánh Sachsen-Coburg và Gotha-Koháry. Cho đến năm 1837, nhánh Sachsen-Coburg và Gotha-Koháry này trở thành vương tộc ở châu Âu sau khi con trai trưởng của ông là Vương tế Ferdinand, chồng của Maria II của Bồ Đào Nha trở thành đồng quân vương của Bồ Đào Nha thông qua đạo luật Jure uxoris.
Ferdinand là em trai của Ernst I xứ Sachsen-Coburg và Gotha, vì thế ông là chú ruột của Albrecht xứ Sachsen-Coburg và Gotha, chồng của Victoria của Liên hiệp Anh. Ông cũng là anh trai của Leopold xứ Sachsen-Coburg-Saalfeld, người đã được bầu lên ngai vàng của vương quốc Bỉ vào năm 1831, con cháu của ông vẫn trị vì vương quốc này cho đến tận ngày nay. Vì thế, 4 vương tộc cai trị Vương quốc Bỉ, Vương quốc Bồ Đào Nha, Vương quốc Anh, Vương quốc Bulgaria đều có phát tích từ Ferdinand và các anh em ruột của Ferdinand. 